# Cochirleanca
Cochirleanca je  obec v župě Buzău v Rumunsku. Žije zde přibližně 4 700 obyvatel. Součástí obce jsou i čtyži okolní vesnice.

## Části obce
- Cochirleanca – 2 286 obyvatel
- Boboc – 1 369 obyvatel
- Gara Bobocu – 347 obyvatel
- Roșioru – 606 obyvatel
- Târlele – 46 obyvatel